# Gadożer brunatny
Gadożer brunatny (Circaetus cinereus) – gatunek dużego ptaka drapieżnego z rodziny jastrzębiowatych (Accipitridae). Występuje w Afryce Subsaharyjskiej – od Senegalu i Gambii na wschód po północną Etiopię i na południe po RPA. Nie wyróżnia się podgatunków.
MorfologiaJego upierzenie jest w przeważającej części brązowe. Sterówki są cętkowane na biało, a wewnętrzna strona skrzydeł ma odcień szary. Nogi i woskówka są jasnoszare, oczy żółte, a dziób czarny. Młode gadożery brunatne są podobne do ptaków dorosłych. Czasem są nieco jaśniejsze, a ich pióra u dołu mają odcień biały. Osobniki tego gatunku osiągają długość 68–75 cm, a rozpiętość ich skrzydeł wynosi ok. 164 cm. Masa ich ciał waha się pomiędzy 1,5 a 2,5 kg.
Ekologia i zachowanieŻyją w lasach, pomiędzy równoleżnikami 18°N a 29°S, głównie na wysokościach od 0 do 2500 m n.p.m. Gadożery brunatne żywią się niewielkimi ssakami, mniejszymi ptakami, jaszczurkami i wężami.
Okres godowy trwa przez cały rok. Gniazda gadożerów usytuowane są na wysokości 3,5–12 m. Mają one 60–70 cm szerokości i 15–30 cm głębokości. Gadożery brunatne często korzystają również z gniazd innych ptaków. Samice składają jedno jajo. Okres inkubacji trwa od 48 do 53 dni. Pióra wykształcają się u młodych po 96–113 dniach od urodzenia. Przez cały ten okres, jak i dwa tygodnie po jego zakończeniu, są one całkowicie uzależnione od rodziców.
StatusMiędzynarodowa Unia Ochrony Przyrody (IUCN) uznaje gadożera brunatnego za gatunek najmniejszej troski (LC – Least Concern) nieprzerwanie od 1988 roku. Trend liczebności populacji uznaje się za spadkowy.